# Абдуллаева, Гульсара Сангиновна
Гульсара Сангиновна Абдуллаева (18 февраля 1948, Шахринавский район, Таджикская ССР, СССР) — советская и таджикская актриса театра и кино, Заслуженная артистка Таджикской ССР. Народная артистка Таджикистана (1999).

## Биография
Родилась 18 февраля 1948 года в Шахринавском районе. В 1966 году в возрасте восемнадцати лет переехала в Москву на пять лет с целью поступления в ГИТИС, и ей это удалось и в 1971 году после его окончания вернулась в Таджикскую ССР и в том же году была принята в труппу Душанбинского молодёжного театра имени Вахидова, одновременно с этим дебютировала в советско-таджикском кинематографе и снялась более чем в семидесяти работах в кино. В 1989 году в связи с кризисом в таджикском кинематографе была вынуждена прервать актёрскую карьеру, но в 2004 году вернулась в кинематограф и снялась ещё в шести фильмах.  Кроме съёмок в кино, актриса также сыграла свыше ста ролей в спектаклях в театре.

## Фильмография
- 1971 — Сказание о Рустаме — молодая мать
- 1972 — Четверо из Чорсанга — Гульшан
- 1973 — 
  - Здравствуй, добрый человек — эпизод
  - Пятеро на тропе (фильм вышел в 1974 году) — Гульбахор
- 1974 — Кто был ничем — Айша
- 1975 — Тот станет всем (продолжение фильма Кто был ничем) — Айша
- 1976 — Отважный Ширак — Ойша, мать Зайнаб
- 1977 — 
  - Жили-были в первом классе (фильм вышел в 1978 году) —  мать Сайфи
  - Осада — эпизод
- 1978 —
  - Повар и певица — Тути-ханум , мама Зухры
  - Хозяин воды (фильм вышел в 1982 году)
- 1979 — 
  - Лошади под луной — эпизод
  - Юности первое утро — эпизод
  - 1980 — Седьмая пятница — Хидоят
- 1981 — Контакт — мама Мавлюды
- 1985 — 
  - Говорящий родник — эпизод
  - Джура — охотник из Мин-Архара (фильм вышел в 1987 году) — одна из жён Тагая
  - Капкан для шакалов — эпизод
  - Я ей нравлюсь
- 1986 — Миражи любви (совместно с Сирией) — эпизод
- 1987 — Девушки из «Согдианы» — эпизод
- 1989 — Квартира — супруга Хашима

## Награды и премии
- 1986 — Кинофестиваль Таджикской ССР — была признана лучшей актрисой года.